# Prirodne znanosti
Prirodne znanosti (prirodoslovlje) su znanosti koje proučavaju živu i neživu prirodu, opisujući i pokušavajući ih objasniti. Tradicijska područja prirodnih znanosti - matematika, fizika, kemija, biologija i geoznanosti - još i danas obilježavaju opću široko rasprostranjenu predodžbu o prirodnim znanostima. Danas je, međutim, pojam prirodnih znanosti znatno proširen. Primjer takvog širenja ovih znanosti je astronomija koja se od svoje povijesne uloge astrologije razvila u suvremenu prirodnu znanost. 
Prema tradicijskomu shvaćanju, obratno od prirodnih znanosti smatrane su duhovne znanosti, odnosno, one koje se prema suvremenomu razumijevanju pojma nazivaju humanističkim znanostima. 
U moderno vrijeme u prirodne znanosti se više ne ubrajaju matematika, logika, statistika, teorija informacije i igara, računalna znanost, umjetna inteligencija i teorijska lingvistika već se one ubrajaju u formalne znanosti, dok su preostale prirodne znanosti podijeljene na dvije velike grane - fizikalne znanosti koje proučavaju neživi, te znanosti o životu koje proučavaju živi svijet. Tako se pod fizikalne znanosti ubrajaju fizika, kemija, astronomija, geologija i ine, dok se u znanosti o životu ubrajaju biologija, biokemija i genetika, ali i medicinska znanost, ekologija, farmacija, agronomija, šumarstvo te prehrambena tehnologija. Geografija se vodi kao interdisciplinarno područje znanosti (društvenih i prirodnih).

## Razvoj
U prirodne znanosti svrstavane su povijesno samo znanosti koje su se bavile materijalnim elementima nežive prirode. Odvajanje fenomena koji se mogu objasniti materijalnim (fizičkim) objašnjenjima od onih koji su metafizički, dakle, s druge strane materijalno dokazivih fenomena, podliježu neprekidnim promjenama. U taj razvoj pripada i otvaranje mnogih znanstvenih područja. Središnja tema prirodnih znanosti je traganje za objektivnim spoznajama, koje nadilaze spoznajni subjekt i postaju opće prihvaćene.

## Načela prirodnih znanosti
Prirodne znanosti danas se određuju prema metodama i znanstvenim procesima kojima se koriste. Postavljaju se hipoteze i provode sustavni i propisani pokusi kako bi se provjerila točnost hipoteze. Hipoteze se postavljaju najpreciznije što je moguće. U praksi, to znači da se hipoteza najčešće oblikuje kao matematički model (ali ne u najužemu smislu), rjeđe kao koncepcijski. Uz diferencijalne jednadžbe, ovi modeli mogu biti i statističke prirode i sukladno tome biti i formulirani, ili se može raditi o procesima koji se mogu prikazati i grafikonom. Hipoteza mora biti uzročna (kauzalna) i provjeriva. Trebala bi objasniti poznate fenomene i, u idealnome slučaju, predvidjeti nove fenomene ili objasniti više fenomena nego već postojeći model. Ako se hipoteza uspješno „dokazuje” (objelodanjuje) ispitivanjima, s vremenom stječe sve veće povjerenje. Dokazane hipoteze s vremenom se često nazivaju teorijom. Teorije koje duže vrijeme i u različitim područjima uvijek nanovo uspješno prolaze razna ispitivanja, nazivaju se prirodnim zakonima. Prirodni zakoni često imaju osobine koje se znanstvenoteorijski teško mogu jasno obuhvatiti. U to se ubrajaju jednostavnost, veliko područje na koje se može primijeniti, elegantno matematičko formuliranje i visoka objašnjivost. Kao primjeri takvih široko prihvaćenih prirodnih zakona mogu se navesti zakon očuvanja energije i teorija relativnosti. Pri tome se zapravo vrlo uspješni standardni model fizike elementarnih čestica još ne bi smjelo nazivati prirodnim zakonom jer ima još najmanje 19 parametara koje treba utvrditi mjerenjima i eksperimentima.
Da bi mogli funkcionirati, prirodnoznanstveni procesi trebaju biti potvrđeni istraživanjima objavljivanima u znanstvenim časopisima, uz uvažavanje znanstvenika bez predrasuda, točnu dokumentacija uvjeta u kojima su se odvijali ispitivanja i mjerenja, pažljivu analizu pogrešaka i slobodu informacija, tj. javnu dostupnost radova i istraživačkih podataka (koncept otvorenoga pristupa). Znanstveni časopisi surađuju sa stručnjacima koji brinu o zadovoljavanju određenih zahtjeva kvalitete objavljenih radova (nove spoznaje, točnost, preciznost i sažetost u pisanju i izražavanju, pažljivost, ispravno navođenje izvora itd.). Ti stručnjaci su i sami aktivni znanstvenici, što u pravilu jamči određenu samoregulirajuću objektivnost (recenziju, eng. peer review).

## Četiri klasične prirodne znanosti
- Fizika: (grčki φυσική, physike = "prirodno") je temeljna prirodna znanost. Ona opisuje osnovna područja prirode i njihove međuovisnosti, na primjer snagu i kretanje tijela, ali i zamršene međuzavisnosti dinamike, prostora i vremena ili građe atoma.
- Kemija (od arapskog al-kimiya', što je izvedeno iz grčkog χημεία, chemeia) je učenje o kemijskim elementima. Opisuje njihova svojstva, ponašanje i promjene. Za dublja objašnjenja ovih procesa, posiže za fizikom.
- Biologija (grčki βίος, bíos život i λόγος, lógos učenje) se bavi živim organizmima, počevši od najmanjih, kao što su bakterije, pa sve do čovjeka. Biologija se pri tome naslanja na spoznaje kemije, i opisuje i objašnjava materijalne procese u živim organizmima. S druge strane definira zakone o razvoju, načinu života i razmnožavanju kao i drugim procesima i pojavama.
- Geologija (grčki geo zemlja i λόγος, lógos znanost) je znanost o postanku, sastavu i građi Zemlje, kao tijela koje je sastavljeno od anorganskih masa. Geologija je usko povezana sa svim prirodnim znanostima. Mnogi zakoni fizike (npr. polarizacija svjetlosti, radioaktivnost) ustanovljeni su proučavanjem kristala/minerala koji su sastavni dio prirode koja nas okružuje.

### Razredba prirodnih znanosti u Hrvatskoj
U Hrvatskoj, prema Pravilniku o znanstvenim i umjetničkim područjima, poljima i granama Nacionalnoga vijeća za znanost, visoko obrazovanje i tehnološki razvoj, područje prirodnih znanosti obuhvaća matematiku, fiziku, geologiju, kemiju, biologiju, geofiziku, te interdisciplinarne prirodne znanosti (pr. geografiju).

## Vanjske poveznice
Ostali projekti
|  | Zajednički poslužitelj ima još gradiva o temi Prirodne znanosti |

Mrežna mjesta
- Hrvatsko prirodoslovno društvo
- Razred za prirodne znanosti HAZU
- Prirodoslovlje  Arhivirana inačica izvorne stranice od 19. studenoga 2017. (Wayback Machine), časopis Matice hrvatske
- Prirodne znanosti na Cambridgeu (engl.)
- Pregled knjiga o prirodnim znanostima (engl.)
- Povijest fizike  Arhivirana inačica izvorne stranice od 2. kolovoza 2012. (Wayback Machine)